# Chittaranjan Das

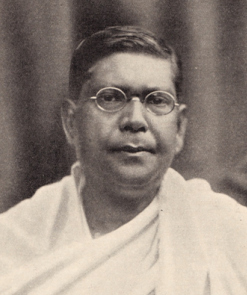

Chittaranjan Das (ur. 5 listopada 1870 w Kalkucie, zm. 16 czerwca 1925 w Dardżylingu) – indyjski polityk, przywódca bengalskich nacjonalistów.

## Życiorys
Po porażce w konkursie wstępnych egzaminów do służby cywilnej zdominowanej przez Brytyjczyków, Das został prawnikiem. Bronił wielu oskarżonych o przestępstwa polityczne i brał aktywny udział w nacjonalistycznym dziennikarstwie. Zaciekle sprzeciwiał się brytyjskim rządom w Indiach i odrzucał wszelkie pomysły politycznego lub ekonomicznego rozwoju Indii na wzór zachodni, idealizując życie starożytnej indyjskiej wsi i widząc złoty wiek w starożytnej indyjskiej historii. Wspierał ruch nie-współpracy z brytyjskimi władzami zapoczątkowany przez Gandhiego i w 1921 został na 6 miesięcy uwięziony jako przestępca polityczny. W 1922 został przywódcą Indyjskiego Kongresu Narodowego. Pod jego przywództwem Kongres porzucił swoje zamiary bojkotu sponsorowanych przez władze kolonialne wyborów do rad prowincji, postanawiając zamiast tego wziąć udział w poszukiwaniu stanowisk, które pozwoliłyby im zablokować działalność rządową od środka. Później, gdy Partia Swaradź stała się największą partią polityczną w Bengalu, Das nie przyjął stanowiska głównego ministra, stwierdzając, że jego celem było zrujnowanie obecnego rządu, a nie współpraca z nim. W 1924 został wybrany burmistrzem Kalkuty i starał się poprawić los zaniedbanych mieszkańców Indii. W 1925 pojawiły się pewne oznaki możliwego kompromisu między Dasem a lordem Birkenhead, ministrem ds. Indii, jednak Das zmarł, zanim kompromis doszedł do skutku.